# Culex intrincatus
Culex intrincatus är en tvåvingeart som beskrevs av Juan Brèthes 1916. Culex intrincatus ingår i släktet Culex och familjen stickmyggor. Inga underarter finns listade i Catalogue of Life.